# Laurent Macquet
Laurent Michel Macquet (ur. 11 sierpnia 1979 w Lille) – francuski piłkarz występujący na pozycji pomocnika. Obecnie jest zawodnikiem Vannes OC.

## Kariera
Macquet zawodową karierę rozpoczynał w drugoligowym AS Cannes. W barwach tego klubu debiutował w sezonie 1998/1999. Rozegrał wówczas siedem ligowych spotkań i zdobył w nich jedną bramkę. Od początku następnego sezonu był podstawowym graczem Cannes. W 2001 roku spadł z klubem do Championnat National. W Cannes spędził jeszcze 1,5 roku.
W styczniu 2003 podpisał kontrakt z belgijskim pierwszoligowcem - Royalem Charleroi. W Jupiler League zadebiutował 18 stycznia 2003 roku w wygranym 3:0 pojedynku z KV Mechelen. Przez 2,5 roku, w ciągu którego wystąpił tam 73 razy i strzelił 6 goli. W 2005 roku odszedł do greckiego Akratitosu. Grał tam przez rok, a po zajęciu przez Akratitos ostatniego miejsca w Alpha Ethniki, a także karnej relegacji do czwartej ligi, powrócił do Belgii.
Latem 2006 został zawodnikiem KSK Beveren. Barwy tego klubu reprezentował przez rok. W tym czasie zagrał tam we wszystkich 34 ligowych pojedynkach, jednak jego drużyna uplasowała się na ostatniej pozycji w lidze i została zdegradowana do Tweede Klasse. Wtedy Macquet postanowił powrócić do Francji.
W 2007 roku trafił do drugoligowego Grenoble Foot 38. W 2008 roku awansował z zespołem do ekstraklasy. W Ligue 1 po raz pierwszy zagrał 16 sierpnia 2008 w wygranym 1:0 pojedynku ze Stade Rennais.
W styczniu 2010 roku trafił do Vannes OC.
| Sezon   | Klub             | Kraj    | Rozgrywki            | Mecze | Bramki |
| ------- | ---------------- | ------- | -------------------- | ----- | ------ |
| 1998/99 | AS Cannes        | Francja | Ligue 2              | 7     | 1      |
| 1999/00 | AS Cannes        | Francja | Ligue 2              | 30    | 0      |
| 2000/01 | AS Cannes        | Francja | Ligue 2              | 25    | 0      |
| 2001/02 | AS Cannes        | Francja | Championnat National | 34    | 4      |
| 2002/03 | AS Cannes        | Francja | Championnat National | ?     | ?      |
| 2002/03 | Royal Charleroi  | Belgia  | Eerste klasse        | 16    | 1      |
| 2003/04 | Royal Charleroi  | Belgia  | Eerste klasse        | 24    | 2      |
| 2004/05 | Royal Charleroi  | Belgia  | Eerste klasse        | 33    | 3      |
| 2005/06 | APO Akratitos    | Grecja  | Alpha Ethniki        | 25    | 0      |
| 2006/07 | KSK Beveren      | Belgia  | Eerste klasse        | 34    | 0      |
| 2007/08 | Grenoble Foot 38 | Francja | Ligue 2              | 23    | 0      |
| 2008/09 | Grenoble Foot 38 | Francja | Ligue 1              | 5     | 0      |
| 2009/10 | Grenoble Foot 38 | Francja | Ligue 1              | 7     | 0      |
| 2009/10 | Vannes OC        | Francja | Ligue 2              |       |        |